# Андон (Прованс — Альпы — Лазурный Берег)
Андон (фр. Andon) — коммуна на юго-востоке Франции в регионе Прованс — Альпы — Лазурный берег, департамент Приморские Альпы, округ Грас, кантон Грас-1. До марта 2015 года коммуна административно входила в состав упразднённого кантона Сент-Обан (округ Грас).
Площадь коммуны — 54,3 км², население — 504 человека (2006) с тенденцией к росту: 568 человек (2012), плотность населения — 10,4604051565378 чел/км².

## Население
Население коммуны в 2011 году составляло — 575 человек, а в 2012 году — 568 человек.
| 1962 | 1968 | 1975 | 1982 | 1990 | 1999 | 2006 | 2008 | 2011 | 2012 |
| ---- | ---- | ---- | ---- | ---- | ---- | ---- | ---- | ---- | ---- |
| 347  | 341  | 444  | 249  | 300  | 341  | 504  | 550  | 575  | 568  |

Динамика численности населения:

## Экономика
В 2010 году из 395 человек трудоспособного возраста (от 15 до 64 лет) 267 были экономически активными, 128 — неактивными (показатель активности 67,6 %, в 1999 году — 68,5 %). Из 267 активных трудоспособных жителей работали 238 человек (148 мужчин и 90 женщин), 29 числились безработными (14 мужчин и 15 женщин). Среди 128 трудоспособных неактивных граждан 21 были учениками либо студентами, 40 — пенсионерами, а ещё 67 — были неактивны в силу других причин.
На протяжении 2010 года в коммуне числилось 239 облагаемых налогом домохозяйств, в которых проживало 537,0 человек. При этом медиана доходов составила 14 тысяч 285 евро на одного налогоплательщика.